# Pachycopsis caducata
Pachycopsis caducata là một loài bướm đêm trong họ Geometridae.